# Benjamín Moreno
Benjamín Moreno (Guarromán, Jaén, 26 de abril de 1955 - Madrid, 1 de mayo de 2020) fue un futbolista español que desarrolló su carrera principalmente en el Club Deportivo Leganés y luego en el Real Madrid C.F 
.

## Biografía
Nacido en la ciudad jienense de Guarromán, emigró con su familia a Madrid. Allí ingresó en las categorías inferiores del Real Madrid C. F., donde se formó hasta la categoría juvenil. Tras pasar por Murcia y Valdepeñas,Le fichó el CD Leganés , equipo que entonces se encontraba en Tercera División, cuyo presidente Jesús Polo González.

### C. D. Leganés
Recaló en la entidad pepinera en 1980, jugando cinco temporadas con el club blanquiazul en el campo de tierra del Estadio Luis Rodríguez de Miguel. Disputó la histórica eliminatoria de Copa del Rey de la temporada 83-84 contra el Real Madrid Castilla de la Quinta del Buitre en la primera visita del Leganés al Santiago Bernabéu, con derrota por 3:1, gol marcado por el propio Moreno.
Capitán del club pepinero, con su inconfundible bigote y su regate la morenoa, fue pichichi del grupo de Tercera División las dos primeras temporadas con el club pepinero, con 16 y 22 goles. Con cinco temporadas disputadas, se despidió en 1985 con 168 partidos disputados y 132 goles.

### Última etapa deportiva
Tras abandonar el C. D. Leganés, jugó en el C.D. Móstoles, C.F. Fuenlabrada y C.D. Sonseca hasta su retirada.

### Fallecimiento
Trabajó en el Metro de Madrid hasta su jubilación, falleciendo en la capital española por problemas del corazón a los sesenta y cinco años, el 1 de mayo de 2020.

## Legado
Está considerado como la primera leyenda del fútbol moderno del Club Deportivo Leganés. 